# Широкова, Вера Александровна
Ве́ра Алекса́ндровна Широ́кова (род. 21 февраля 1958, Москва) — российский географ, доктор географических наук, профессор, заведующая Отделом истории наук о Земле ИИЕТ РАН, профессор кафедры почвоведения, экологии и природопользования Государственного университета по землеустройству. Выпускница географического факультета МГУ им. М. В. Ломоносова (кафедра гидрологии суши).

## Биография
После окончания университета работала инженером-гидрохимиком в Лаборатории по изучению водохранилищ МГУ имени М. В. Ломоносова, затем поступила в аспирантуру Института истории естествознания и техники имени С. И. Вавилова РАН, после окончания которой осталась работать в институте, с 2005 года — заведующая Отделом истории наук о Земле.
Образование - Гидролог. В 1980 г. окончила кафедру гидрологии географического факультета Московского государственного университета имени М. В. Ломоносова.
Область научной деятельности: География, гидрология, метеорология, ландшафтоведение, геоэкология, история гидрологии, гидрохимии, гидрогеологии, гидротехники, океанологии и лимнологии; исторические водные пути. 
Учебные курсы: Гидрология, учение об атмосфере, учение о гидросфере, учение о биосфере, основы экологического водопользования, геология и гидрогеология, экологическая климатология, охрана водных ресурсов, климатические ресурсы и их охрана, гидроэкология.
Основные этапы работы.
С 1980 по 1985 г. — инженер-гидрохимик в Лаборатории по изучению водохранилищ МГУ имени М. В. Ломоносова (Красновидово, Можайский район). В ИИЕТ с 01.1985 г. — очная аспирантура; 02.1989 г. — м.н.с.; с 1998 г. — с.н.с.; с 2004 г. — в.н.с.; с 2005 г. — и. о. зав. ОИНЗ; с 11.2006 г. — по настоящее время — зав. ОИНЗ. Общий трудовой (научный и педагогический) — 38 лет. С 2005 г. руководитель Комплексной экспедиции по изучению исторических водных путей (КЭИВП) ИИЕТ РАН.
Общественная, научная и педагогическая работа.
Научные труды исследовательницы восполняют пробелы, обобщают знания по истории гидрохимии, гидрологии, океанологии, гидротехники и используются различными научными организациями в их изысканиях, связанных с естественнонаучными и историческими исследованиями (особенно в области экологического прогнозирования); служат справочным пособием для преподавателей, студентов вузов и практических работников; нашли применение в учебных курсах средних и высших учебных заведений, в фондовых и экспозиционных работах музеев Мирового океана (Калининград), Воды (Москва), Мир воды (Санкт-Петербург). Автор тематических курсов «Океанология. Океаны и моря»; «Гидрология суши (реки и озера)»; «Вода» и составитель тестов и теоретических задач по курсу «Океаны и моря» — базовая основа при подготовке сайта Географического факультета МГУ имени М. В. Ломоносова для дистанционного обучения и проведения олимпиад по географии. Ежегодный с 2007 г. курс лекций по истории гидрохимии на кафедре гидрологии суши МГУ имени М. В. Ломоносова. С 2007 — по 2010 гг. — в должности профессора кафедры экологии и географии Тульского государственного педагогического университета им. Л. Н. Толстого (курс лекций по «общему землеведению: атмосфера, гидросфера, литосфера, биосфера»).
С 2008 года читает курс лекций в Государственном университете по землеустройству на факультете земельного кадастра в должности профессора кафедры почвоведения, экологии и природопользования. С 2009 г. — по настоящее время — профессор кафедры почвоведения, экологии и природопользования Государственного университета по землеустройству, читает лекции по дисциплинам: география, гидрология, учение об атмосфере, учение о гидросфере, учение о биосфере, основы экологического водопользования, геология и гидрогеология, геоэкология, экологическая климатология, основы гидрохимии. Проводит полевую практику по гидрологии. Курсы лекций и практических занятий проводит на высоком профессиональном уровне.
Участник/организатор международных, общероссийских, региональных, межвузовских и межинститутских научных конференций; руководитель (начальник) десяти комплексных научных экспедиций по изучению исторических водных путей (2003—2013, КЭИВП).
Имеет научную школу: подготовила 7 кандидатов наук. Учёный секретарь экспертного совета ВАК РФ по наукам о Земле (с 2018).

## Научная деятельность
Автор и соавтор более 600 научных и научно-методических работ, в том числе 20 монографий. Наиболее значимые работы:
- 1989 История гидрохимических исследований поверхностных вод суши СССР до 1940-х гг.
- 1990 Историко-географические источники для изучения динамики взаимодействия природы и общества: библиография / Есаков В. А., Постников В. А., Рахилин В. К., Широкова В. А. (место издания ИИЕиТ АН СССР Москва)
- 1990 Экспедиционные исследования химического состава поверхностных вод суши СССР (вторая половина XIX — середина XX в.) / Широкова В. А. (место издания ИИЕиТ АН СССР Москва)
- 1997 Первые исследования по химии природных вод России / Широкова В. А. (место издания ИИЕиТ Москва)
- 1998 История гидрохимии поверхностные воды суши России (начало XVIII — середина XX вв) / Широкова В. А. (место издания Полиграфия Москва, ISBN 5-89479-004-2)
- 1998 Наука техника и индустрия: исторический аспект / Володарский А. И., Широкова В. А. (место издания ИИЕТ РАН Москва)
- 2001 Вода / Широкова В. А. (место издания СЛОВО SLOVO Москва, ISBN 5-85050-488-5)
- 2001 Источники по истории изучения природных ресурсов бассейна реки Волги / Рахилин В. К., Широкова В. А. (место издания ИИЕиТ им. С. И. Вавилова РАН Москва)
- 2002 Реки и озера / Фролова Н. Л., Широкова В. А. (место издания Слово Москва)
- 2003 Методические материалы для подготовки к кандидатскому экзамену по истории и философии науки (история географии и геологии)/ Постников А. В., Резанов И. А., Широкова В. А. (место издания Янус-К Москва)
- 2005 История гидрохимии в России: этапы развития, проблемы, исследования. М.: Изопроект пвх / Широкова В. А. (место издания Изопроект пвх Москва)
- 2007 Океаны и моря / Широкова В. А., Фролова Н. Л. (место издания ИКЦ «Академкнига» Москва, ISBN 978-5-94628-231-4, 88 с.)
- 2009 Водные пути Севера России: история и современность: альбом-путеводитель / Низовцев В. А., Постников А. В., Снытко В. А., Фролова Н. Л., Чеснов В. М., Широков Р. С., Широкова В. А. (место издания Парадиз Москва)
- 2009 Исторические водные пути Севера России (XVII—XX вв.) и их роль в изменении экологической обстановки. Экспедиционные исследования: состояние, итоги, перспективы / Низовцев В. А., Постников А. В., Снытко В. А., Фролова Н. Л., Чеснов В. М., Широков Р. С., Широкова В. А. (место издания Парадиз Москва)
- 2010 Гидрохимия в России. Очерки истории / Широкова В. А. (место издания ИИЕТ РАН Москва, ISBN 978-5-98866-037-8)
- 2010 Полевая учебная практика по гидрологии. Методические указания / Широкова В. А., Вершинин В. В., Фролова Н. Л. (место издания Государственный универ-ситет по землеустройству Москва)
- 2011 Вышневолоцкая водная система: ретроспектива и современность / Широкова В. А., Снытко В. А., Чеснов В. М., Фролова Н. Л., Низовцев В. А., Дмитрук Н. Г., Широков Р. С. (место издания КУНА Москва)
- 2011 Ломоносов и академические экспедиции XVIII века / Александровская О. А., Широкова В. А., Романова О. С., Озерова Н. А. (место издания Издательство «РТСофт» Москва, ISBN 978-5-903545-19-3)
- 2011 Методические указания по выполнению, оформлению и защите выпускной квалификационной работы / Широкова В. А., Вершинин В. В., Хуторова А. О., Полинская М. Б., Гостищев Д. П. (место издания ГУЗ Москва)
- 2012 Вода: океаны и моря, реки и озера / Широкова В. А., Фролова Н. Л. (место издания ОЛМА Медиа Групп Москва, 304 с.)
- 2012 Водопользование: очерки истории / Александровская О. А., Широкова В. А., Жидков М. П., Шамис В. А. (место издания Медиа-ПРЕСС Москва)
- 2012 Гидросфера. Водная оболочка земли. Загляни в каплю вода, ты увидишь весь мир / Широкова В. А. (место издания Lambert Academic Publishing, ISBN 978-5-8064-1669-9)
- 2012 Гидрохимия в России. Очерки истории: этапы развития, проблемы, исследования / Широкова В. А. (место издания Lambert Academic Publishing Academic Publishing, ISBN 978-3-8473-8150-1)
- 2012 Мониторинг земель: Экологические составляющие / Вершинин В. В., Ларина Г. Е., Хуторова А. О., Широкова В. А. (место издания ГУЗ Москва, ISBN 978-5-9215-0178-2)
- 2012 Тихвинская водная система. Коллективная монография / (под редакцией), Нестеров Е. М., Широкова В. А. (место издания Изд-во РПГУ им. А. И. Герцена Санкт-Петербург, ISBN 978-5-8064-1669-9)
- 2013 В. И. Вернадский — историк науки: к 150-летию со дня рождения / Тезисы докладов Международной научной конференции (Москва, 22 января 2013 г.). М.: ИИЕТ РАН, 2013. 74 с / Аксенов Г. П., Озерова Н. А., Романова О. С., Широкова В. А., редакторы-составители (место издания ИИЕТ РАН Москва, ISBN 978-5-98866-047-7)
- 2013 Методические указания по выполнению лабораторно-практических заданий по дисциплине «Учение об атмосфере». Для студентов, обучающихся по направлению 022000 — экология и природопользование / Широкова В. А., Хуторова А. О., Пименовская Я. В. (место издания ГУЗ Москва)
- 2013 Тихвинская водная система: ретроспектива и современность. Гидролого-экологическая обстановка и ландшафтные изменения в районе водного пути / Широкова В. А., Снытко В. А., Низовцев В. А., Фролова Н. Л., Дмитрук Н. Г., Чеснов В. М., Озерова Н. А., Широков Р. С. (место издания ООО «Акколитъ» Москва, ISBN 978-5-906521-01-9)
- 2015 Современные проблемы геологии, геофизики и геоэкологии Северного Кавказа: Коллективная монография. Т. IV / Под ред. И. А. Керимова, В. А. Широковой /Керимов И. А., Широкова В. А., Снытко В. А., Низовцев В. А., Романова О. С., Озерова Н. А., Чеснов В. М., Эрман Н. М., Собисевич А. В., и др. (место издания Грозный: Академия наук Чеченской Республики Грозный, ISBN 978-5-91857-038-8)
- 2015 Экология землепользования / Вершинин В. В., Мурашева А. А., Шуравилин А. В., Широкова В. А., Хуторова А. О. (место издания Нобель Пресс Москва, ISBN 978-5-519-26938-4)
- 2016 ИСТОРИЯ НАУК О ЗЕМЛЕ / Широкова В. А., Снытко В. А., Савенкова В. М. (место издания ООО «Акколитъ» Москва, ISBN 978-5-906521-03-3, 140 с.)
- 2016 Классификация и районирование вод суши России. Очерки истории / Широкова В. А., Федосеев И. А. (место издания Palmarium Academic Publishing, ISBN 978-3-659-60408-9)
- 2016 Современные проблемы геологии, геофизики и геоэкологии Северного Кавказа. Том V / Под ред. Керимова И. А., Широковой В.А (место издания АО "Издательско-полиграфический комплекс «Грозненский рабочий» Грозный, ISBN 978-5-9905617-5-5)
- 2017 Экспедиция апостолов Линнея по наведению мостов во времени — Швеция, Казахстан, Кыргызстан и Россия. Путеводитель исследователя / Lars Hansen, Viveka Hansen, Chistian Kamill, Olga Romanova, Vera Shirokova, Alexey Sobisevich (место издания Государственный университет по землеустройству Москва, ISBN 978-5-9215-0377-9 , 164 с.)
- 2017 Экология техносферы / Вершинин В. В., Шаповалов Д. А., Хуторова А. О., Широкова В. А., Хватыш Н. В., Гуров А. Ф., Озерова Н. А. (место издания Государственный университет по землеустройству Москва, ISBN 978-5-9215-0377-9)
- 2017 Мониторинг окружающей среды. Учебно-методическое пособие / Шаповалов Д. А., Вершинин В. В., Хабарова И. А., Широкова В. А., Хуторова А. О., Гуров А. Ф. (место издания ГУЗ М)
- 2017 История наук о Земле. Коллективная монография. Вып. 6 / Под ред. В. А. Снытко, В. А. Широковой, ред-сост. В. М. Савенкова, Н. А. Озерова (место издания Москва ООО «Акколитъ», ISBN 978-5-906521-03-3)
- 2017 Защищаем магистерскую диссертацию — требования и рекомендации по написанию и оформлению / Вершинин В. В., Широкова В. А., Хуторова А. О., Гуров А. Ф., Шаповалов Д. А., Соколова Т. А., Хватыш Н., В Озерова Н. А. (место издания Государственный университет по землеустройству Москва)
- 2017 Геоэкологический мониторинг / Вершинин В. В., Шаповалов Д. А., Широкова В. А., Хуторова А. О., Гуров А. Ф., Клюшин П. В., Савинова С. В., Мусаев М. Р., Магомедова А. А., Мусаева З. М. (место издания Государственный университет по землеустройству Москва, ISBN 978-5-9500577-5-5)

Составитель и ответственный редактор ряда монографий и сборников статей:
- Федосеев И. А. «История проблемы классификации и районирования вод суши СССР» (2003);
- Магидович В. И. Краткий очерк истории географического познания Земли: ряд теоретических вопросов и пятитысячелетняя практика (2009);
- «История наук о Земле» (вып. 1-3, 2007—2009),
- «История науки и техники в Северо-Кавказском регионе становление и перспективы развития» (2008),
- «История наук о Земле: исследования, этапы развития, проблемы» (2008).

Вера Александровна является организатором многолетней комплексной экспедиции по изучению исторических водных путей России (КЭИВП), по итогам которой вышла в свет историко-научная коллективная монография «Исторические водные пути Севера России (XVII—XX вв.) и их роль в изменении экологической обстановки».

## Награды
- 2013 Почётный нагрудный знак Государственного университета по землеустройству «За заслуги перед университетом» (Государственного университета по землеустройству, Россия)
- 2013 150 лет со дня рождения В. И. Вернадского (Неправительственный Экологический Фонд имени В. И. Вернадского., Россия)
- 2014 Благодарность (Российское национальное объединение историков науки и техники, Россия)
- 2015 Серебряная медаль и диплом Российской агропромышленной выставки «Золотая осень» (2015) за учебное пособие «Экология землепользования». (Государственный университет по землеустройству, Россия)
- 2016 Национальная премия «Хрустальный компас» в номинации «Путешествие и экспедиция» за участие в Комплексной экспедиции по изучению исторических водных путей России (Краснодарское региональное отделение Русского географического общества, Корпоративная ассоциация «Газпром на Кубани», Россия)[2]
- 2016 Серебряная медаль и диплом Российской агропромышленной выставки «Золотая осень» (2016) за инновационную разработку «Защита сельскохозяйственных земель от опустынивания на Черных землях Республики Калмыкия». (Государственный университет по землеустройству, Россия)
- 2016 Бронзовая медаль и диплом Российской агропромышленной выставки «Золотая осень» (2016) за фитомелиоративное обустройство прудов для развития аквакультуры в Ростовской области (Государственный университет по землеустройству, Россия)
- 2016 Диплом II степени за учебное пособие «Экология землепользования» в номинации «Землеустройство» VII Всероссийского конкурса «Аграрная учебная книга» (Департамент научно-технологической политики и образования Минсельхоза России , Россия)
- 2017 Почётная грамота (Российский национальный комитет истории науки и техники, Россия)
- 2017 Благодарственное письмо (ГУЗ, Россия)
- 2017 Серебряная медаль и диплом Российской агропромышленной выставки «Золотая осень» (2017) за разработку способа комплексного мониторинга земель АПК (Российская агропромышленная выставка, Россия)
- 2018 Почётный знак Государственного университета по землеустройству «За знания, усердие и верность» III степень (Государственный университет по землеустройству, Россия)